# Трен (ТВ серија)
„Трен” је југословенска телевизијска серија снимљена 1980. године у продукцији Телевизије Београд на основу материјала из истоименог филма.

## Епизоде
| Сезона | Епизода | Назив  | Датум |
| ------ | ------- | ------ | ----- |
| 1      | 1       | Рат    | 1980  |
| 1      | 2       | Победа | 1980  |
| 1      | 3       | Мир    | 1980  |

## Улоге
| Глумац                   | Улога                    |
| ------------------------ | ------------------------ |
| Велимир Бата Живојиновић | Арсен                    |
| Радко Полич              | Доситеј                  |
| Павле Вуисић             | Љуба „Кврга“             |
| Свјетлана Кнежевић       | Словенка                 |
| Петер Карстен            | Заробљени немац          |
| Маринко Шебез            | Јован Грабљановић - Исус |
| Драган Николић           | Новак                    |
| Весна Малохоџић          | Новакова девојка         |
| Душан Јанићијевић        | Кафеџија                 |
| Нада Блам                | Арсенова жена            |
| Весна Чипчић             |                          |
| Растислав Јовић          | Немац на коњу            |
| Љуба Ковачевић           |                          |
| Тома Курузовић           |                          |
| Заим Музаферија          | Арсенов отац             |
| Аленка Ранчић            |                          |
| Славко Симић             |                          |

Комплетна ТВ екипа ▼
| Редитељ                   | Столе Јанковић     | (непознат број епизода)                         |
| Сценариста                | Антоније Исаковић  | (непознат број епизода)                         |
| Сценариста                | Столе Јанковић     | (непознат број епизода)                         |
| Композитор                | Александар Хабић   | (непознат број епизода)                         |
| Директор фотографије      | Божидар Милетић    | (непознат број епизода)                         |
| Монтажер                  | Иванка Вукасовић   | (непознат број епизода)                         |
| Сценограф                 | Владислав Ласић    | (непознат број епизода)                         |
| Уметнички директор        | Младен Лисавац     | (непознат број епизода)                         |
| Костимограф               | Дивна Јовановић    | (непознат број епизода)                         |
| Костимограф               | Славица Лалицки    | (непознат број епизода)                         |
| Одсек за шминку           | Лепосава Првановић | шминкерка (непознат број епизода)               |
| Менаџер продукције        | Миловук Алексић    | вођа снимања (непознат број епизода)            |
| Менаџер продукције        | Гавра Азиновић     | помоћник организатора (непознат број епизода)   |
| Менаџер продукције        | Момчило Додочић    | директор филма (непознат број епизода)          |
| Менаџер продукције        | Радмило Стефановић | вођа снимања (непознат број епизода)            |
| Помоћник режије           | Мирослав Алексић   | други помоћник редитеља (непознат број епизода) |
| Помоћник режије           | Владимир Басара    | први помоћник редитеља (непознат број епизода)  |
| Помоћник режије           | Смаил Дивановић    | трећи помоћник редитеља (непознат број епизода) |
| Уметнички одсек           | Бранко Јакшић      | сценски реквизитер (непознат број епизода)      |
| Уметнички одсек           | Драгиша Маричић    | сценски реквизитер (непознат број епизода)      |
| Уметнички одсек           | Гицо Стратиев      | сценски реквизитер (непознат број епизода)      |
| Одсек за звук             | Живко Пивнички     | тон мајстор (непознат број епизода)             |
| Одсек за звук             | Милан Стојановић   | микроман (непознат број епизода)                |
| Одсек за звук             | Милан Зец          | микроман (непознат број епизода)                |
| Одсек за камеру и расвету | Петар Љутић        | фотограф (непознат број епизода)                |
| Одсек за камеру и расвету | Иван Марковић      | вођа расвете (непознат број епизода)            |
| Одсек за камеру и расвету | Милан Радосављевић | пратилац камере (непознат број епизода)         |
| Одсек за костим           | Милена Ивковић     | гардероберка (непознат број епизода)            |
| Одсек за монтажу          | Анкица Манић       | асистент монтажера (непознат број епизода)      |
| Остала екипа              | Мирослава Оташевић | драматург (непознат број епизода)               |